# Жилюк, Михаил Александрович
Михаил Александрович Жилюк (род. 27 октября 1948, Богдановка, Тернопольская область) — советский и белорусский певец, Заслуженный артист Белорусской ССР (1990), Заслуженный артист Украины (2008), лауреат международных конкурсов, солист Национального академического Большого театра оперы Республики Беларусь.

## Биография
Отец — украинец, мать — белоруска. В школе пел в хоре, музыке специально не учился. После окончания школы поехал в Минск. Поступил в консерваторию (проучился недолго). По совету Михаила Акимовича Зюванова перебрался в Москву — в Московскую консерваторию поступил без музыкального образования (учёба — на подготовительном отделении). Учитель — Народный артист БССР Михаил Акимович Зюванов После того как закончил Московскую консерваторию, вернулся в Минск.
Заслуженным артистом стал через 15 лет после начала трудовой деятельности.

## Награды и звания
- Заслуженный артист Белорусской ССР (1990)[4][5].
- Заслуженный артист Украины (20 августа 2008) — за весомый личный вклад в укрепление авторитета Украины в мире, популяризацию её исторических и современных достижений и по случаю 17-й годовщины независимости Украины[6].

## Репертуар
- Оперы: «Записки сумасшедшего»[7]
- Кармен